# 述律魯速
述律魯速（876年5月16日—951年12月23日），字河恩，小字公我永，淳欽皇后兄也。
少壮武有胆略，部人惮之。从辽太祖平奚有功，授统军使。卢文进自新州来奔，辽太祖岁入燕塞，鲁速以兵从。又从围周德威于幽州，机巧善智，城几克，会救至，退师。改授奚王府监军、东路兵马都统军。述律屈列，尚奥哥公主。后辽穆宗即位宰相，卒于丙卒。